# غنغرينا
غنغرينا أو المَوات أو الأُكال أو غَنْغَرينَة أو الغرغرينا (بالإنجليزية: Gangrene) هي نوع من أنواع موت الأنسجة الناجم عن عدم كفاية إمدادات الدم. وقد تشمل الأعراض تغيرًا في لون الجلد إلى الأحمر أو الأسود والخدر والتورم والألم وبرودة الجلد ووقوعه، وحدوث الغنغرينا في الأقدام والأيدي هو الأكثر شيوعا، وقد تظهر أنواع معينة مصاحَبة بالحمى أو تعفن الدم.
وتشمل عوامل الخطر مرض السكري، والأمراض الشريانية الطرفية، والتدخين، والرضة الخطيرة، وإدمان الكحول، وفيروس نقص المناعة البشرية/الإيدز، وقضمة الصقيع، ومتلازمة رينو. ويمكن تصنيفها إلى غنغرينا جافة، وغنغرينا رطبة، وغنغرينا غازية، وغنغرينا داخلية، والتهاب اللفافة الناخر. ويستند تشخيص الغرغرينا على الأعراض ويُدعم بالاختبارات مثل التصوير الطبي.
وقد يتضمن العلاج جراحة لإزالة الأنسجة الميتة، والمضادات الحيوية لعلاج أي عدوى، وبذل الجهود لمعالجة السبب الكامن، وقد تشمل الجهود الجراحية الإنضار، أو البتر، أو استخدام العلاج باليرقات، بينما قد تشمل الجهود المبذولة لعلاج السبب الأساسي جراحة تحويل المسار أو رأب الوعاء، وقد يكون العلاج بالأكسجين عالي الضغط مفيدا في بعض الحالات. ومن غير المعروف مدى شيوعا حدوث هذه الحالة.

## العلامات والأعراض

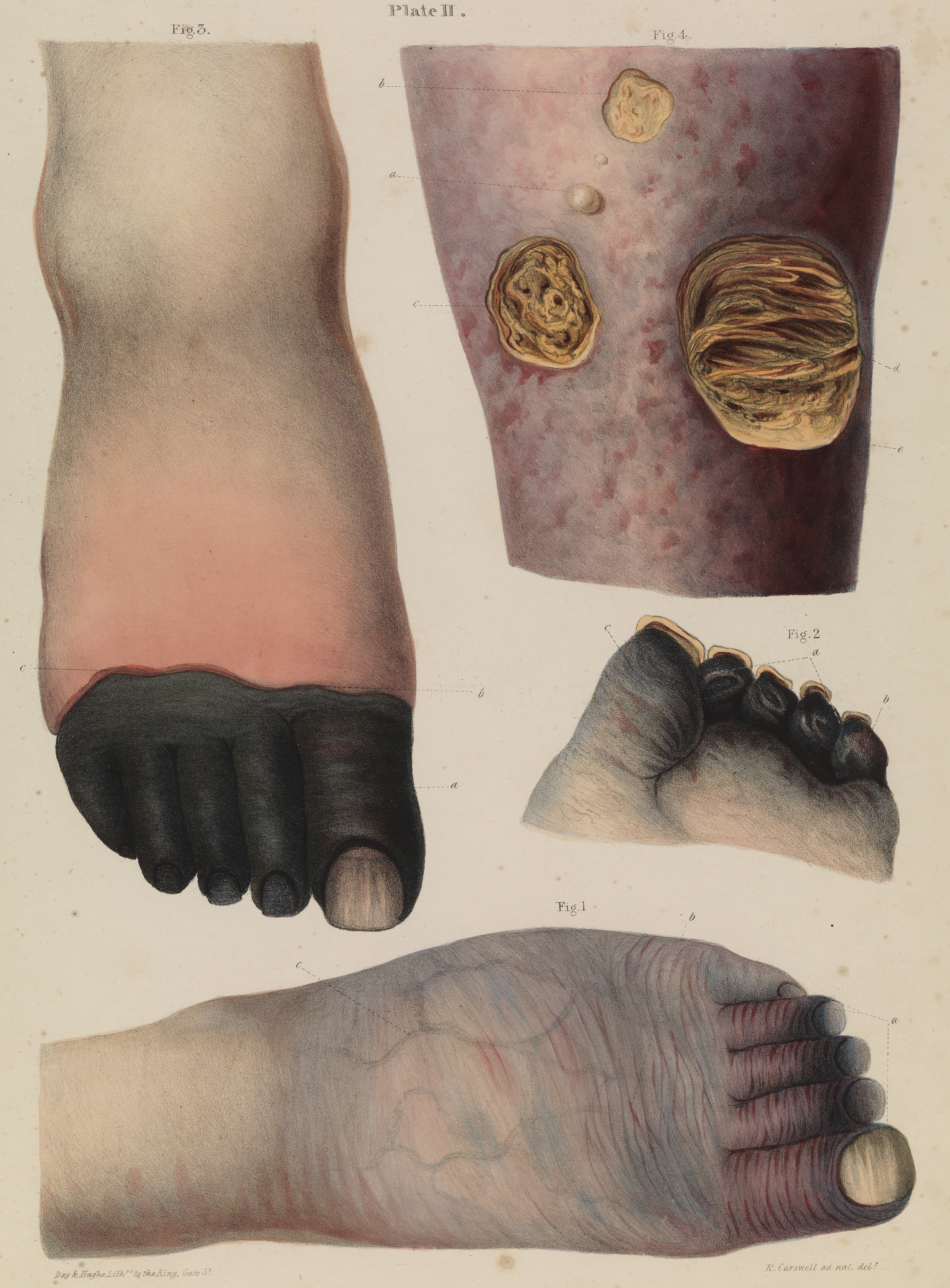
مثال يوضح أربع مراحل مختلفة من الغرغرينا، بما في ذلك الغرغرينا الناجمة عن عقبة في طريق عودة الدم الوريدي بسبب مرض قلبي (الشكل 4 أعلى اليمين).

قد تشمل الأعراض تغير لون الجلد إلى الأحمر أو الأسود، والخدر، والألم، وبرودة الجلد، ووقوعه، وحدوث الغنغرينا في القدمين واليدين هو الأكثر شيوعا.

## السبب
تنتج الغرغرينا عن عدم كفاية إمدادات الدم (على سبيل المثال، مرض الأوعية الدموية الطرفية) أو العدوى، وهي مرتبطة بمرض السكري، وتدخين التبغ على المدى الطويل.

### غنغرينا جافة
الغرغرينا الجافة هي شكل من أشكال نخر التخثر الذي يتطور في الأنسجة التي لا يصلها إمدادات دم كافية للحفاظ على قابليتها للحياة، وهي ليست مرضا في حد ذاتها بل عرض لأمراض أخرى. ويرجع سبب الغنغرينا الجافة غالبا إلى مرض الشريان المحيطي، ولكن يمكن أن تحدث أيضا بسبب نقص التروية الطرفي الحاد، حيث تقيد كمية الأكسجين المحدودة في الطرف التعفن وتفشل البكتيريا في البقاء على قيد الحياة، ويصبح الجزء المتضرر جاف، ومنكمش، ولونه أسود داكن محمر. ويفصل خط فاصل عادة بين الأنسجة السليمة والمتضررة مع سقوط النسيج الغنغريني في نهاية المطاف إذا لم يتم إزالته جراحيا فيما يُسمى بالبتر الذاتي.
الغرغرينا الجافة هي النتيجة النهائية لنقص التروية المزمن دون عدوى، وإذا تم الكشف عن نقص التروية في وقت مبكر قبل حدوث الغنغرينا، يمكن العلاج عن طريق إعادة التوعية الدموية (عن طريق المجازة الوعائية أو رأب الأوعية الدموية)، ولكن إذا حدثت الغنغرينا، تصبح الأنسجة المتضررة غير قابلة للإنقاذ. ولا تعتبر الغنغرينا الجافة حالة طارئة كما في حال الغنغرينا الغازية أو الغنغرينا الرطبة؛ لأن كلاهما ينطوي على خطر الإنتان بينما الغنغرينا الجافة ليست مصحوبة بعدوى. ومع مرور الوقت، قد تتطور الغنغرينا الجافة إلى غنغرينا رطبة إذا تطورت العدوى في الأنسجة الميتة.
مرض السكري هو عامل خطر لمرض الشريان المحيطي وبالتالي للغنغرينا الجافة، ولكنه أيضا عامل خطر للغنغرينا الرطبة، لا سيما في المرضى الذين يعانون من فقد السيطرة على مستوى السكر في الدم، حيث يخلق ارتفاع الجلوكوز في الدم بيئة مناسبة للعدوى البكتيرية.

### غنغرينا رطبة

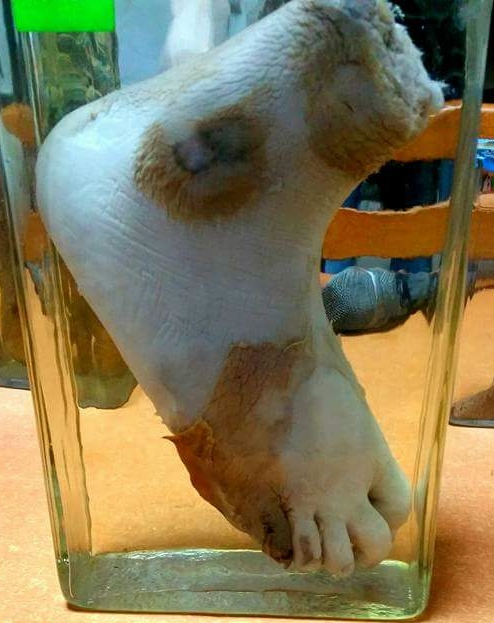
غنغرينا رطبة في القدم

تتميز الغنغرينا الرطبة أو المعدية بوجود بكتيريا نامية، وعادة ما تكون ضعيفة المآل (مقارنة بالغنغرينا الجافة)؛ بسبب الإنتان الناتج عن الاتصال الحر بين السوائل المعدية والسوائل الدموية. ففي الغنغرينا الرطبة، يتم إصابة الأنسجة بالعدوى بواسطة كائنات حية دقيقة رمية (مثل المِطَثِّيَّةُ الحاطِمَة أو العصوية المغزلية) تسبب تورم الأنسجة وانبعاث رائحة كريهة منها. وعادة ما تتطور الغنغرينا الرطبة بسرعة؛ بسبب انسداد تدفق الدم الوريدي (أساسا) أو الشرياني، فيتشبع الجزء المصاب بالدم الراكد، مما يعزز النمو السريع للبكتيريا، ويتم امتصاص المواد السامة التي تنتجها البكتيريا، مما يسبب أعراضا جهازية للإنتان والموت في نهاية المطاف. ويكون الجزء المصاب وذمي، ولين، وعفن، وداكن اللون.
وبسبب ارتفاع معدل الوفيات المرتبط بالغنغرينا المعدية، غالبا ما يكون هناك حاجة لبتر إنقاذي طارئ، مثل البتر عن طريق قطع الجزء المصاب بالغنغرينا؛ للحد من الآثار النظامية للعدوى. ويمكن تحويل ذلك البتر إلى بتر رسمي، مثل البتر من أعلى أو أسفل الركبة.

### غنغرينا غازية
الغنغرينا الغازية هي عدوى بكتيرية تنتج غازات داخل الأنسجة، وقد يكون سببها الكلوستريديوم، وخاصة المطثية الحاطمة المنتجة لسموم ألفا، أو مختلف الأنواع غير المطثية. وتنتشر العدوى بسرعة مع انتشار الغازات التي تنتجها البكتيريا وتسللها إلى الأنسجة السليمة في المنطقة المجاورة، وبسبب قدرتها على الانتشار السريع للأنسجة المحيطة بها، ينبغي معالجة الغنغرينا الغازية كطوارئ طبية.
وتَنتج الغنغرينا الغازية عن طريق الأنواع المطثية البكتيرية المنتجة للسموم الخارجية، والتي توجد معظمها في التربة، وأيضا اللاهوائيات الأخرى مثل العَصَوَانِيَّة والعقدية اللاهوائية. وقد تدخل هذه البكتيريا الموجودة في البيئة إلى العضلات من خلال جرح، وتتكاثر لاحقا في الأنسجة الميتة، وتفرز السموم القوية التي تدمر الأنسجة القريبة مع توليد الغازات في نفس الوقت، وتم الإبلاغ عن غازات مكونة من هيدروجين بنسبة 5.9٪، وثاني أكسيد الكربون بنسبة 3.4٪، ونيتروجين بنسبة 74.5٪، وأكسجين بنسبة 16.1٪ في حالة سريرية ما.
ويمكن للغنغرينا الغازية أن تسبب نخر، وإنتاج الغازات، وإنتان الدم، وغالبا ما يكون التطور إلى تسمم الدم والصدمة سريعا جدا.

### أسباب أخرى
- مرض أكل اللحم، وهو عدوى تنتشر بعمق في الجسم.
- مرض نوما، وهو عبارة عن غنغرينا في الوجه.
- غنغرينة فورنييه، وهي نوع من التهاب اللفافة الناخر الذي عادة ما يصيب الأعضاء التناسلية والفخذ.[20]
- قد تكون غنغرينا الأطراف الوريدية ناجمة عن قلة الصفيحات المحدثة بالهيبارين.[21]
- قد يتسبب نقص التروية المساريقي الشديد في غرغرينا الأمعاء الدقيقة.
- قد يتسبب التهاب القولون الإقفاري الحاد في غرغرينا الأمعاء الغليظة.

## العلاج
الإزالة الجراحية لجميع الأنسجة الميتة هي الدعامة الأساسية لعلاج الغرغرينا. وفي كثير من الأحيان، ترتبط الغرغرينا مع العدوى الكامنة، وبالتالي يجب إزالة الأنسجة الغانغرينية لعرقلة انتشار العدوى المرتبطة بها. ويعتمد مدى التنضير الجراحي اللازم على مدى الغرغرينا، ويمكن أن يقتصر على إزالة إصبع في اليد أو القدم، أو إزالة الأذن، ولكن قد تنطوي الحالات الشديدة على بتر طرف كامل.
ولا يتطلب النسيج الميت وحده دون عدوى الإنضار، وفي بعض الحالات، مثل الغرغرينا الجافة يسقط الجزء المتضرر وحده (بتر ذاتي)، مما يجعل الإزالة الجراحية ليست ضرورية.
وبما أن العدوى مرتبطة بالغرغرينا في كثير من الأحيان، فغالبا ما تكون المضادات الحيوية عنصرا مهما في علاج الغرغرينا. وتتطلب الطبيعة المهدِدة للحياة للغرغرينا العلاج بالمضادات الحيوية الوريدية للمرضى الداخليين.
بعد معالجة الغرغرينا بواسطة الإنضار والمضادات الحيوية، يمكن علاج السبب الكامن وراء الغرغرينا. وفي حالة الغرغرينا بسبب نقص التروية الطرفي الحاد، يمكن إجراء إعادة التوعي لعلاج مرض الشريان المحيطي الكامن.
مرض نقص تروية للساقين هو السبب الأكثر شيوعا للبتر. ويحتاج الجانب الآخر إلى بتر في السنوات الثلاث التالية في ربع هذه الحالات تقريبا.
في عام 2005، كان يعيش ما يقدر بـ1.6 مليون شخص في الولايات المتحدة مع فقدان أحد الأطراف الناجم عن رضة أو سرطان أو أمراض الأوعية الدموية، ومن المتوقع أن تزيد هذه التقديرات إلى أكثر من الضعف أي قرابة 3.6 مليون شخص بحلول عام 2050. والمضادات الحيوية وحدها ليست فعالة؛ لأنها قد لا تتوغل في الأنسجة المصابة بما فيه الكفاية، وتستخدم المعالجة بالأكسجين عالي الضغط لعلاج الغرغرينا الغازية، حيث يزيد الأكسجين عالي الضغط من الضغط ومحتوى الأكسجين، مما يسمح للدم بحمل المزيد من الأكسجين لمنع نمو وتكاثر الكائنات اللاهوائية. وقد تم تطوير علاج الطب التجديدي من قِبَل دكتور بيتر ديماركو لعلاج غرغرينا السكري؛ لتجنب بتر الأطراف. كما تم استخدام عوامل النمو، والهرمونات، والتطعيمات الجلدية لتسريع الشفاء من الغرغرينا وغيرها من الجروح المزمنة.
وينبغي وضع رأب الأوعية الدموية في الحسبان إذا أدى انسداد شديد في الأوعية الدموية في جزء الساق السفلي (شريان قصبة الساق الخلفي، والشريان الشظوي) إلى الغرغرينا.

## التاريخ

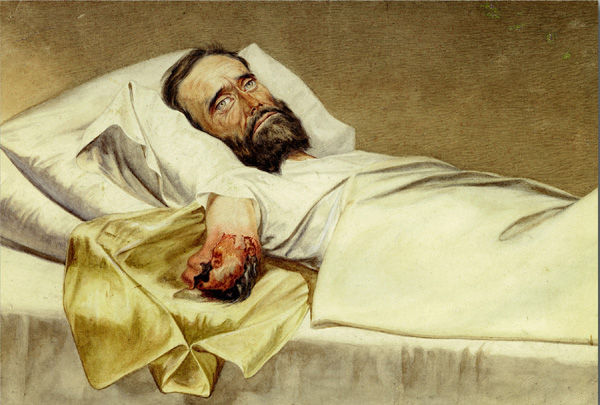
مجند الجيش الكونفدرالي الخاص ميلتون إ. والين راقد في السرير بذراع غنغريني مبتور.

في وقت مبكر من عام 1028، كان يتم استخدام ذباب النغفة عادة لعلاج الجروح المزمنة أو القرح؛ لمنع أو إيقاف انتشار النخر، حيث تستهلك بعض أنواع النغفة اللحم الميت فقط تاركةً الأنسجة الحية المجاورة دون تأثير، ولكن لم يعد يتم استخدام تلك الطريقة بعد إدخال المضادات الحيوية، والأسيتونتريل، والإنزيمات لمجموعة علاجات الجروح، ومع ذلك استعاد العلاج باليرقات بعض المصداقية في الآونة الأخيرة، ويستخدم أحيانا بكفاءة كبيرة في حالات نخر الأنسجة المزمن.
أصيب الموسيقي الباروكي الفرنسي جان باتيست لولي بالغرغرينا في يناير 1687 عندما قام بطعن إصبع قدمه بعصاه المدببة، وانتشر المرض في ساقه، ولكنه رفض بتر إصبع قدمه، مما أدى في النهاية إلى وفاته في مارس من ذلك العام.
توفي ملك فرنسا السابق لويس الرابع عشر من الغرغرينا في ساقه في 1 سبتمبر 1715 قبل عيد ميلاده الـ77، بعد أن حكم لمدة 72 عاما.
كتب جون م. ترومبولد: «درس ميدلتون جولدسميث، وهو جرّاح في جيش الاتحاد خلال الحرب الأهلية الأمريكية، غنغرينا المستشفى بدقة ووضع نظام علاج جذري، وكان معدل الوفيات التراكمي من الغنغرينا في الحرب الأهلية 45 في المئة، وأسفرت طريقة جولدسميث، التي طبقها على أكثر من 330 حالة عن وفيات أقل من 3 في المئة». ودعا جولدسميث لاستخدام الإنضار ومحاليل البروميد الموضعية والحقن للجروح المصابة للحد من حدوث وحدة «الميازما المسمِمة». وتم إصدار نسخ من كتابه إلى الجراحين في الاتحاد لتشجيع استخدام أساليبه.

## أصل الكلمة
أصل كلمة غنغرينا (gangrene) مستمد من الكلمة اللاتينية غانغراينا (gangraena) واليونانية (γάγγραινα)، وهو ما يعني "تعفن الأنسجة"، وليس لها أي علاقة اشتقاقية مع كلمة الأخضر على الرغم من أن المناطق المتضررة تتحول إلى اللون الأسود، أو الأخضر، أو البني مصفر. ومن قبيل المصادفة أن كلمة «عصابة خضراء gang green» باللغة الاسكتلندية تعني (تصبح خضراء)، مما يصف أعراض المرض.